# The Journey of the Fifth Horse
The Journey of the Fifth Horse è un film per la televisione del 1966 diretto da Larry Arrick e Earl Dawson.
È un film drammatico statunitense basato sull'opera teatrale del 1850 Diario di un uomo superfluo (Dnevnik Lishnego Cheloveka) di Ivan Turgenev. È il primo film in cui appare Dustin Hoffman, nel ruolo di Zoditch, che per la sua interpretazione vinse un Obie Award.

## Produzione
Il film, diretto da Larry Arrick e Earl Dawson su una sceneggiatura di Ronald Ribman con il soggetto di Ivan Turgenev, fu prodotto da Jac Venza per la National Educational Television.

## Distribuzione
Il film fu trasmesso negli Stati Uniti il 14 ottobre 1966  sulla rete televisiva National Educational Television. È stato distribuito anche in Grecia con il titolo Journey of the Fifth Horse e in Spagna con il titolo La carrera del quinto caballo.